# Districten van Amerikaans-Samoa

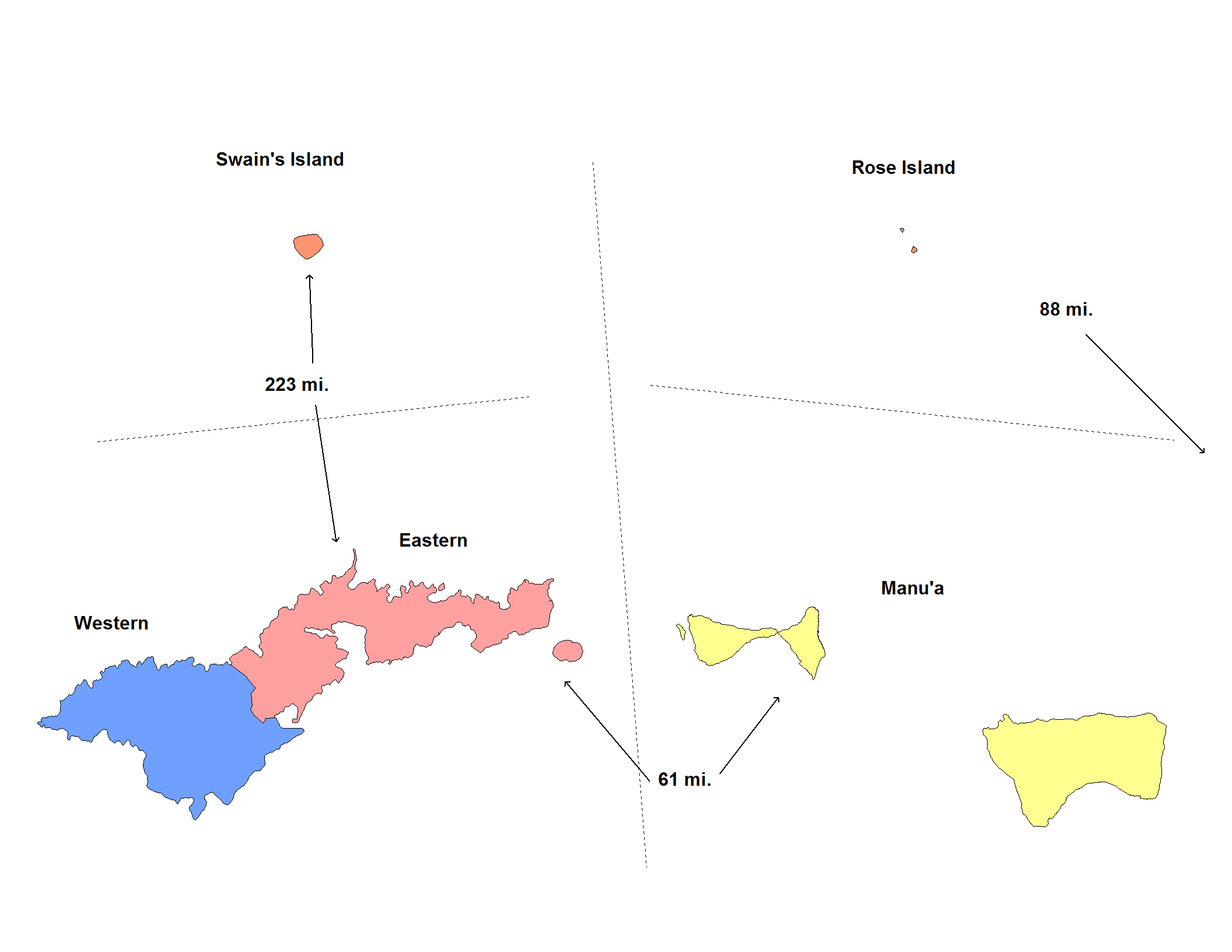
Districten van Amerikaans-Samoa

Amerikaans-Samoa is administratief onderverdeeld in drie districten (districts) en twee ongeorganiseerde atollen. Voor statistische doeleinden worden deze vijf gebieden gelijk gesteld aan de Amerikaanse county's. Deze districten en ongeorganiseerde atollen zijn verder onderverdeeld in 14 counties (die dus niet gelijk staan aan de county's in de Verenigde Staten) en 74 dorpen. 

## Districten
- Oostelijk District (Aunu'u en oostelijk Tutuila)
- Westelijk District (Westelijk Tutuila)
- Manu'a (Manu'a-eilanden)

## Ongeorganiseerde atollen
- Rose Atoll
- Swains